# 奈良 (小惑星)
奈良 (なら、7253 Nara) は、メインベルトに位置する小惑星の一つ。奈良県橿原市のアマチュア天文家、宇都文昭により発見された。
奈良県から命名された。